# Mura di Montegiovi
Le mura di Montegiovi costituiscono il sistema murario difensivo dell'omonimo borgo castellano del territorio comunale di Castel del Piano. Le mura hanno un andamento discontinuo nel delimitare il borgo in prossimità dei punti più ripidi e inaccessibili del rilievo. Alcuni tratti sono stati nel tempo incorporati in altri fabbricati, modificando il proprio aspetto originario; i tratti a vista hanno invece mantenuto il tipico rivestimento in pietra del periodo duecentesco.
La zona meglio conservata dell'intera cinta muraria è il tratto della cortina ove si apre la porta di accesso al borgo. Quest'ultima si presenta ad arco tondo che poggia su due pregevoli mensolette sporgenti. In questo tratto le mura incorporano la parete esterna e il campanile a vela della cappella gentilizia dedicata a sant'Elena e san Rocco, chiesetta dell'ormai perduto castello dei Bonsignori.

## Storia
La cinta muraria fu costruita tra il XII e il XIII secolo, a protezione della vetta del poggio su cui sorge il borgo di Montegiovi, già all'epoca controllato dai Senesi.
L'impianto del sistema difensivo, rimasto intatto per diversi secoli, ha subito solo alcune recenti modifiche, laddove è venuto a trovarsi addossato ad edifici abitativi del centro storico.

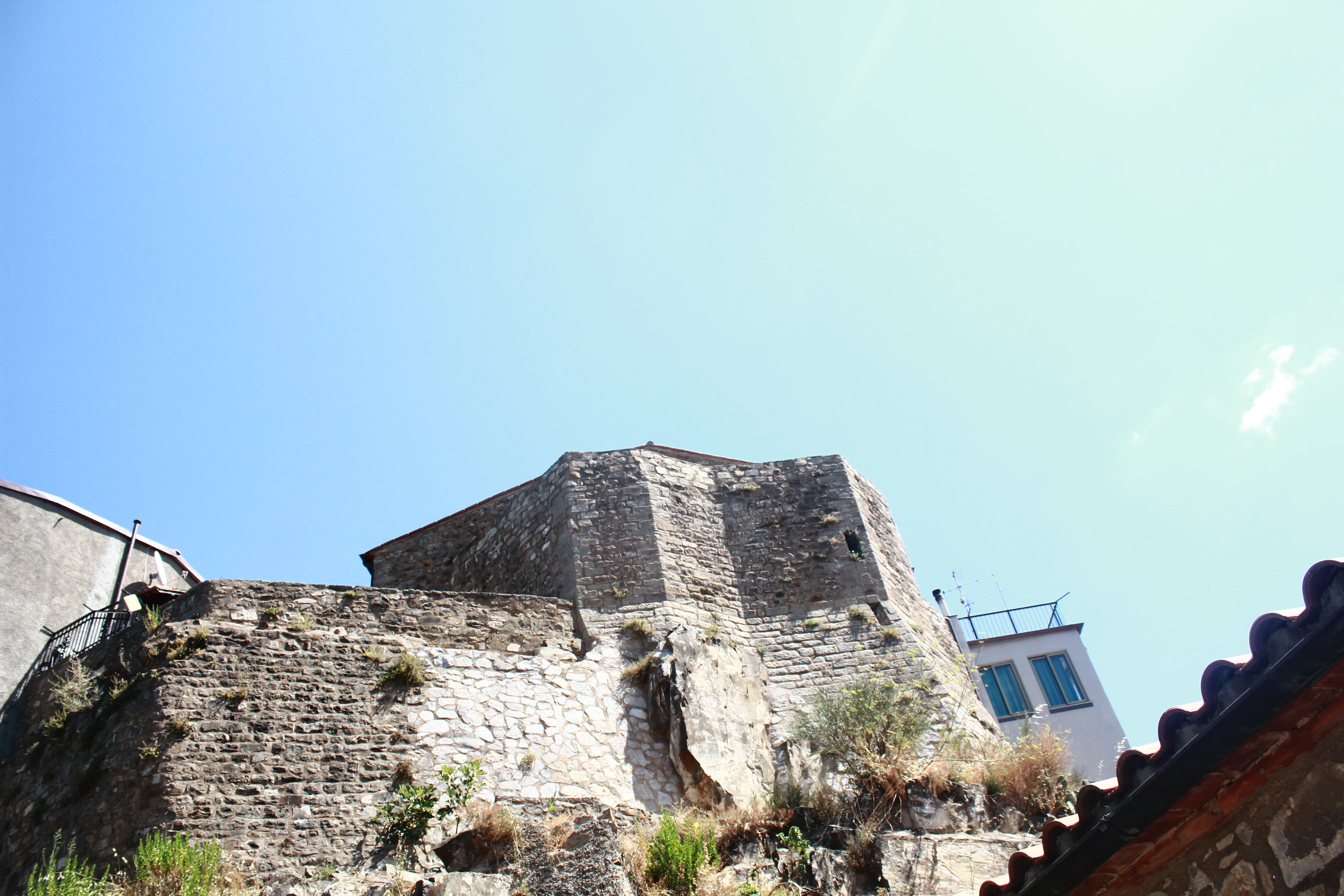
Mura e cassero
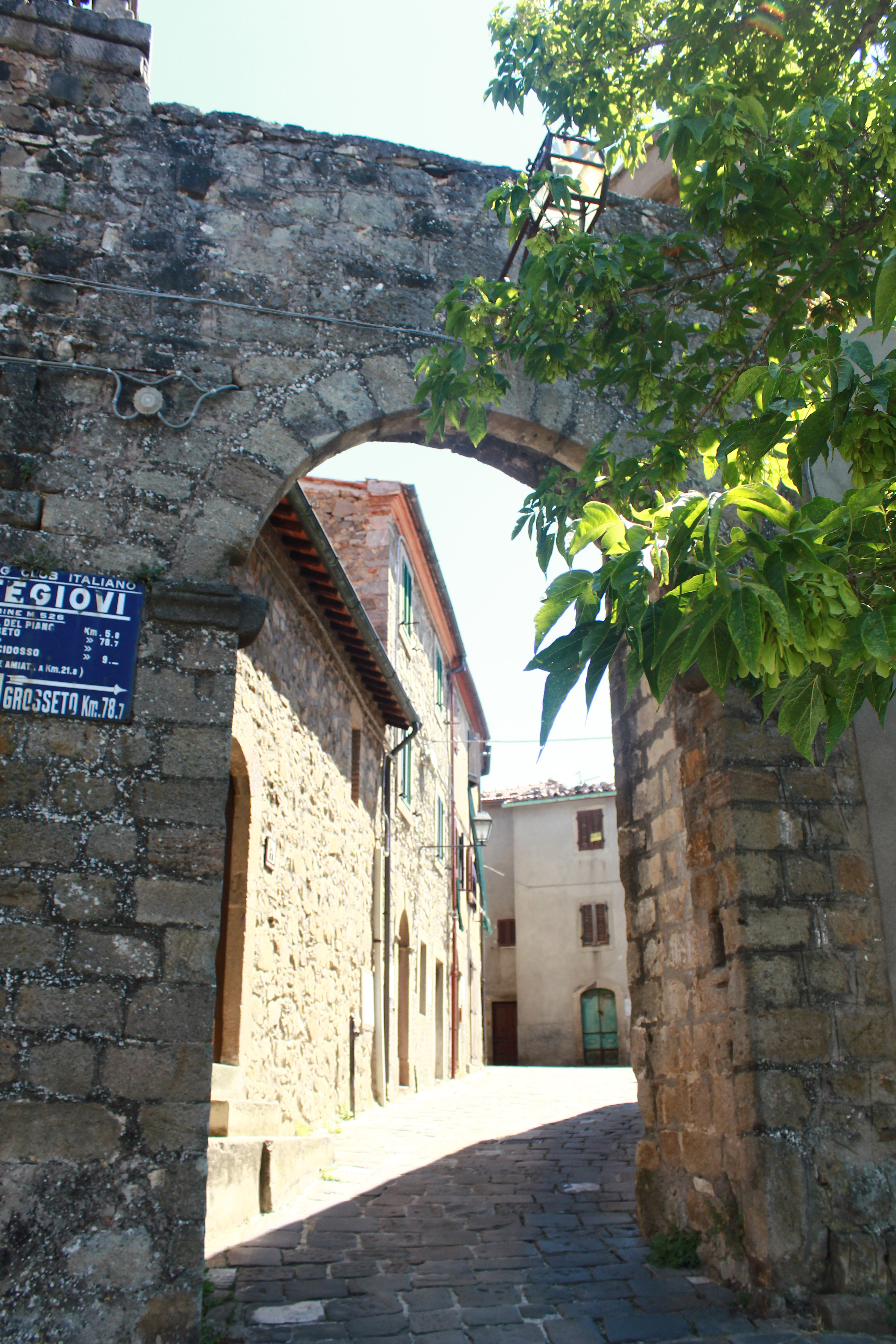
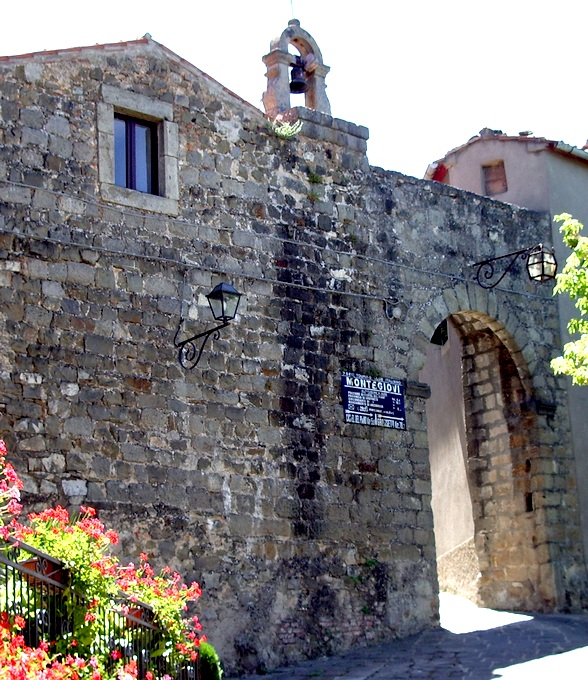
La porta lungo le mura di Montegiovi